# Гладенко, Тамара Викторовна
Тамара Викторовна Гладенко (13 мая 1917, Кременчуг — 24 августа 1991) — архитектор-реставратор.

## Биография
Родилась в городе Кременчуг.
В 1930-х годах переехала в город Фрунзе (ныне —Бишкек). Закончив строительный техникум, работала в «Киргоспроекте». В 1942 году стала членом Союза архитекторов СССР.
В 1946 году её муж Василий Ефимович Гревцев, специалист по строительству, был направлен в Новгород для восстановления города. Вместе с супругом приехала Т. В. Гладенко. Сначала она работала в «Новоблпроекте», где занималась проектированием гражданских зданий.
В 1951 году Л. М. Шуляк (1896—1996) пригласила её работать в новгородской реставрационной мастерской.
Реставратор Т. В. Гладенко считалась одним из ведущих специалистов Новгородской мастерской. Все её работы выполнены на высоком профессиональном уровне, некоторые считаются «классикой» и вошли как примеры во многие издания по реставрации. Ею был накоплен большой материал по проблемам новгородского зодчества. Кроме того, особую ценность представляют материалы по архитектуре Старой Руссы. Она была главным специалистом по данной теме, которой посвятила более десяти лет.
В 1996 году в составе группы новгородских реставраторов (Л. Е. Красноречьев, Г. М. Штендер, Л. М. Шуляк, Г. П. Липатов, М. А. Никольский, В. Ф. Платонов, Е. А. Стрижов) за возрождение городского ансамбля Великого Новгорода как результат восстановления и реставрации памятников архитектуры XII—XVII веков г. Новгорода и его окрестностей была удостоена Государственной премии Российской Федерации (посмертно).
В 1976 году Гладенко вышла на пенсию, однако продолжала консультировать коллег и выполнять отдельные важные работы.
Скончалась 24 августа 1991 года и была похоронена на Западном кладбище Великого Новгорода.

## Список работ

### В Новгороде
- 1951—1953 — Церковь Иоанна на Опоках (XVI век). Исследование, восстановление. частичная реставрация.
- 1952—1955 — Церковь Климента (XVI век). Исследования, обмеры. Проект реставрации и реконструкции.
- 1953—1955 — Церковь Прокопия на Ярославовом Дворище (XVI век). Исследование, обмеры. Проект реставрации.
- 1955—1956 — Церковь Успения на Торгу (XV век). Исследование, обмеры, частичная реставрация.
- 1957 Береговой корпус Антониева монастыря в. г. Великий Новгород. Реставрационные работы.
- 1956—1968 — Церковь Жён Мироносиц на Ярославовом Дворище (XVI век). Исследование, обмеры, реставрация в первоначальных формах.
- 1956—1958 — Казначейские и настоятельские кельи Антониева монастыря. Исследование, обмеры. проект реставрации.
- 1956—1960 — Церковь Троицы Духова монастыря (XVI века). Исследование и реставрации основного объёма.
- 1961—1965 — Владимирский собор Сыркова монастыря около Новгорода. исследование и консервация.
- 1960—1971 — Церковь Бориса и Глеба в Плотниках (XVI век). исследование и реставрация притвора и крылец.
- 1971—1972 — Восточный корпус и восточная стена Юрьева монастыря. Исследование, обмеры и реставрация.
- 1972—1974 — Церковь Георгия на Торгу (XVII—XVIII век). Исследование, реставрация с приспособлением.

### В Старой Руссе
- 1961—1968 — Собор Спасо-Преображенского монастыря. Исследование и реставрация с приспособлением под музей.
- 1961—1968 — Колокольня Спасо-Преображенского монастыря. Исследование и реставрация.
- 1961—1968 — Рождественская церковь Спасо-Преображенского монастыря. Исследование и реставрация.
- 1961—1968 — Сретенская церковь Спасо-Преображенского монастыря. Исследование и реставрация.
- 1961—1968 — Трапезная Спасо-Преображенского монастыря. исследование и реставрация.
- 1965—1967 — Георгиевская церковь. Исследование и реставрация.
- 1965—1967 — Благовещенская церковь. Исследование и реставрация.
- 1968—1974 — Церковь Троицы. Исследования и реставрация.

## Публикации
- Церковь Жён Мироносиц в Новгороде. Материалы и исследования // Архив архитектуры. Вып. XVII. — М.,1955.
- Церковь Иоанна на Опоках. — Новгород, 1959.
- Архитектура Новгорода в свете последних исследований // Новгород. К 1100-летию города. — М., 1964. С.183—263. (в соавторстве Л. Е. Красноречьев, Г. М. Штендер, Л. М. Шуляк).

## Награды
- Государственная премия Российской Федерации (1996; посмертно) за возрождение городского ансамбля Великого Новгорода как результат восстановления и реставрации памятников архитектуры XII—XVII веков г. Новгорода и его окрестностей;
- медаль «За доблестный труд в Великой Отечественной войне 1941—1945 годов» (1945);
- медаль «За доблестный труд» (1970);
- наградной знак Министерства культуры СССР «За отличную работу» (1970);
- Орден Трудового Красного Знамени (1971).